# Майкова, Екатерина Павловна
Екатерина Павловна Майкова (урождённая Калита, 1836, Калитовка, Киевская губерния — 22 июня 1920, Сочи) — детская писательница, жена В. Н. Майкова, возможный прообраз Ольги Ильинской в «Обломове» и Веры Бережковой в «Обрыве» И. А. Гончарова.

## Биография
В августе 1852 г. 16 лет от роду была отдана замуж за Владимира Николаевича Майкова (1826—1885). В семье родилось трое детей: Евгения (1853 — ?), Валериан (1857—1899) и Владимир (1863—1942).
В Екатерину Майкову был влюблён И. А. Гончаров. Она стала прообразом Ольги Ильинской в «Обломове» и Веры Бережковой в «Обрыве». В основе фабулы «Обрыва» лежит семейная драма Майковых.
Летом 1864 г. Екатерина Павловна, возвращаясь с лечения, познакомилась на пароходе со студентом Фёдором Васильевичем Любимовым, сыном священника, родом из Сибири. Он становится домашним учителем детей Майковых. Летом 1866 года Майкова вместе с Любимовым покинула свой дом и детей. В 1867 г. у них рождается сын, названный по документам Василием Константиновичем Константиновым. Отчество и фамилия мальчика были образованы от имени крёстного отца, Константина Николаевича Иванова. Ребёнок был передан на воспитание некой Марии Линдблом, которая объявила его своим незаконнорождённым сыном. В 1869 году Майкова и Любимов переехали в коммуну в окрестностях Сочи. Маленький Василий был оставлен в Петербурге и «по совершенной бедности воспитывался на счет благотворительных сумм». Две попытки Любимова получить высшее образование закончились исключением из института, он начал пить.
В начале 1870 г. Майкова порывает с Любимовым и селится в имении Уч-Дере. В это время Екатерина Степановна Гаршина, мать Вс. Гаршина, которая сама в 1860 году оставила детей, бежав из дома с учителем П. В. Завадским, приняла неожиданное участие в судьбе сына Майковой. Она нашла Василия. Мальчик оказался «в трущобах, в невероятной грязи. Он не умел ни читать, ни писать, похож был на зверёныша… Его обмыли, одели, отдали учиться». По другой версии с Василием Константиновым случайно познакомилась в Чудове Людмила Николаевна Кривенко (1852—1928), первая жена литератора С. Н. Кривенко. Василий в это время работал подпаском и жил приёмышем у бездетного местого жителя. Л. Н. Кривенко была поражена силой стремления к учению, цепкостью памяти и  любознательности Василия. Она помогла ему подготовиться к гимназии, которую он окончил перескакивая через классы.
Как выяснилось, Екатерину Павловну впоследствии связывали длительные близкие отношения с владельцем Уч-дере Александром Александровичем Старком (1849—1933), учёным-энтомологом, в прошлом управляющим поместьями великого князя Константина Николаевича. Сын Майковой и А. А. Старка — Эдуард Александрович Старк — был воспитан отцом. Он стал известным театральным критиком и скончался во время Ленинградской блокады в 1942 году.
В 1888 году Майкова, продав крестьянам доставшееся в наследство от отца имение, строит дом на улице Михайловской в Сочи, на первом этаже которого открывает первую общественную библиотеку.
Кроме того, Майкова известна как детская писательница, сотрудничала в детском журнале «Подснежник» и в «Семейных вечерах». В 1864 году ею была опубликована автобиографическая (с элементами вымысла) повесть «Как началась моя жизнь». В 1867 году выпустила под псевдонимом Катри Майко «Азбуку и первые уроки чтения».
Была прототипом героини в повести Василия Слепцова «Трудное время».